# Czesław Sudewicz
Czesław Sudewicz (ur. 3 czerwca 1946 w Olszynie) – polski lekarz internista, samorządowiec, działacz opozycyjny i katolicki w PRL.

## Życiorys
Syn Włodzimierza i Katarzyny. W 1970 ukończył studia medyczne na Akademii Medycznej w Lublinie, uzyskał specjalizację w zakresie chorób wewnętrznych i reumatologii. Zaangażował się w ruch związkowy i katolicki od czasu studiów. Podjął pracę w Wojewódzkim Szpitalu Zespolonym w Białej Podlaskiej, był związany z tamtejszymi podziemnymi strukturami NSZZ „Solidarność” oraz duszpasterstwem ludzi pracy. Współorganizował Msze za Ojczyznę oraz Dni Kultury Chrześcijańskiej, działał także przeciwko zdejmowaniu krzyży ze ścian Szkoły Podstawowej nr 2 w Białej Podlaskiej. Rozpracowywany przez Służbę Bezpieczeństwa w ramach kilku akcji, poddawany represjom, w tym zakazowi wyjazdów zagranicznych, a w późniejszych latach uznany za pokrzywdzonego przez organy bezpieczeństwa PRL. W późniejszych latach dyrektor Zespołu Wojewódzkich Przychodni i Poradni Specjalistycznych. Został członkiem władz Polskiego Towarzystwa Reumatologicznego, ponadto w III RP działał w ruchu pro-life.
W wyborach w 1997 otwierał bialską listę okręgową Bloku dla Polski. W kolejnych latach związany z Prawem i Sprawiedliwością. W 2014 kandydował do sejmiku lubelskiego, mandat uzyskał rok później w miejsce Krzysztofa Głuchowskiego. W 2018 nie ubiegał się o reelekcję.

## Odznaczenia i wyróżnienia
Odznaczony Srebrnym Krzyżem Zasługi (2007), Krzyżem Wolności i Solidarności (2014), a także wyróżniony Medalem Lubelskiej Izby Lekarskiej i Nagrodą im. Jerzego Ciesielskiego za działania na rzecz rodzin. Przyjęty do Zakonu Rycerskiego Grobu Bożego w Jerozolimie, w którym ma rangę komandora, oraz do Rycerstwa Orderu Jasnogórskiej Bogarodzicy.